# NGC 5637
NGC 5637 é uma galáxia espiral (Scd) localizada na direcção da constelação de Boötes. Possui uma declinação de +23° 11' 27" e uma ascensão recta de 14 horas, 28 minutos e 59,5 segundos.
A galáxia NGC 5637 foi descoberta em 10 de Abril de 1785 por William Herschel.